# Espuri Meli (assassinat 439 aC)
Espuri Meli (en llatí: Spurius Maelius) va ser un ric cavaller romà d'origen plebeu que va utilitzar la seva fortuna en comprar gra a Etrúria durant una gran fam a Roma l'any 440 aC, gra que va vendre als pobres a baix preu o fins i tot va regalar.
Aquesta liberalitat li va fer guanyar el suport dels plebeus però l'enemistat de la classe dirigent. L'any següent, el 439 aC, després que els cònsols haguessin entrat en el seu mandat, Luci Minuci Augurí, va ser nomenat prefecte de l'annona i va revelar una suposada conspiració d'Espuri Meli amb el propòsit d'obtenir la monarquia. Va dir que els tribuns de la plebs havien estat subornats per Meli, que s'havien celebrat reunions secretes a casa seva i que havia estat recollint armes. Davant d'això el vell Cincinnat va ser nomenat dictador amb Gai Servili Ahala com a magister equitum. Durant la nit, el Capitoli i altres llocs estratègics de la ciutat van ser ocupats per una guarnició, i al matí el dictador va aparèixer al fòrum amb una força armada. Van cridar Meli davant el tribunal, però quan va veure el destí que l'esperava va refusar anar-hi i va oferir resistència refugiant-se entre la multitud, fins que Ahala, al capdavant d'una banda de joves patricis, el va matar. La seva propietat va ser confiscada i casa seva destruïda. El lloc que havia ocupat la casa va quedar buit i es va conèixer amb el nom d'Aequimaelium, i va quedar erma en èpoques posteriors.
La suposada conspiració de Meli va ser acceptada a l'antiguitat, i Ciceró l'anomena "omnibus exosus" (el més malevolent de tots). Però la seva culpabilitat és molt dubtosa, i la seva mort va ser clarament un acte d'assassinat, ja que el dictador no tenia dret a matar-lo, sinó només a portar-lo a judici davant de l'assemblea. Per aquesta mort, Ahala va ser portat a judici i només va escapar de la condemna exiliant-se voluntàriament. Cap còmplice de la suposada conspiració va ser detingut o castigat.